# Худ, Брюс
Брюс Худ (англ. Bruce MacFarlane Hood, род. в Торонто) — британский экспериментальный психолог. Профессор Бристольского ун-та, заведующий кафедрой. Доктор философии.
Степени магистра искусств (MA) и магистра философии (MPhil) получил в Университете Данди. Степень доктора философии (PhD) получил в Кембридже в 1991 году.
Постдочил в UCL и MIT.
Был профессором факультета психологии в Гарварде и приглашённым профессором в MIT.
Ныне профессор Бристольского ун-та и директор Бристольского центра когнитивного развития.
В 2014 году президент психологической секции Британской ассоциации науки.
В 2011 году читал ежегодные престижные Рождественские лекции Королевского ин-та Великобритании «Познакомься со своим мозгом» (снимаются Би-би-си).
Состоит в Ассоциации психологической науки, Королевском обществе биологии Великобритании, Британском психологическом обществе, Королевском институте Великобритании, Американском психологическом обществе (2005).
Удостоен мемориальной награды им. Роберта Л. Фанца (1999).

## Издания на русском языке
- Худ Б. Иллюзия «Я», или Игры, в которые играет с нами мозг = The Self-Illusion: Why There is No You Inside Your Head / пер. с англ. Ю. Рябининой. — М. : Эксмо, 2015. — 384 с. — ISBN 978-5-699-79277-1.